# Critica e filologia dantesca

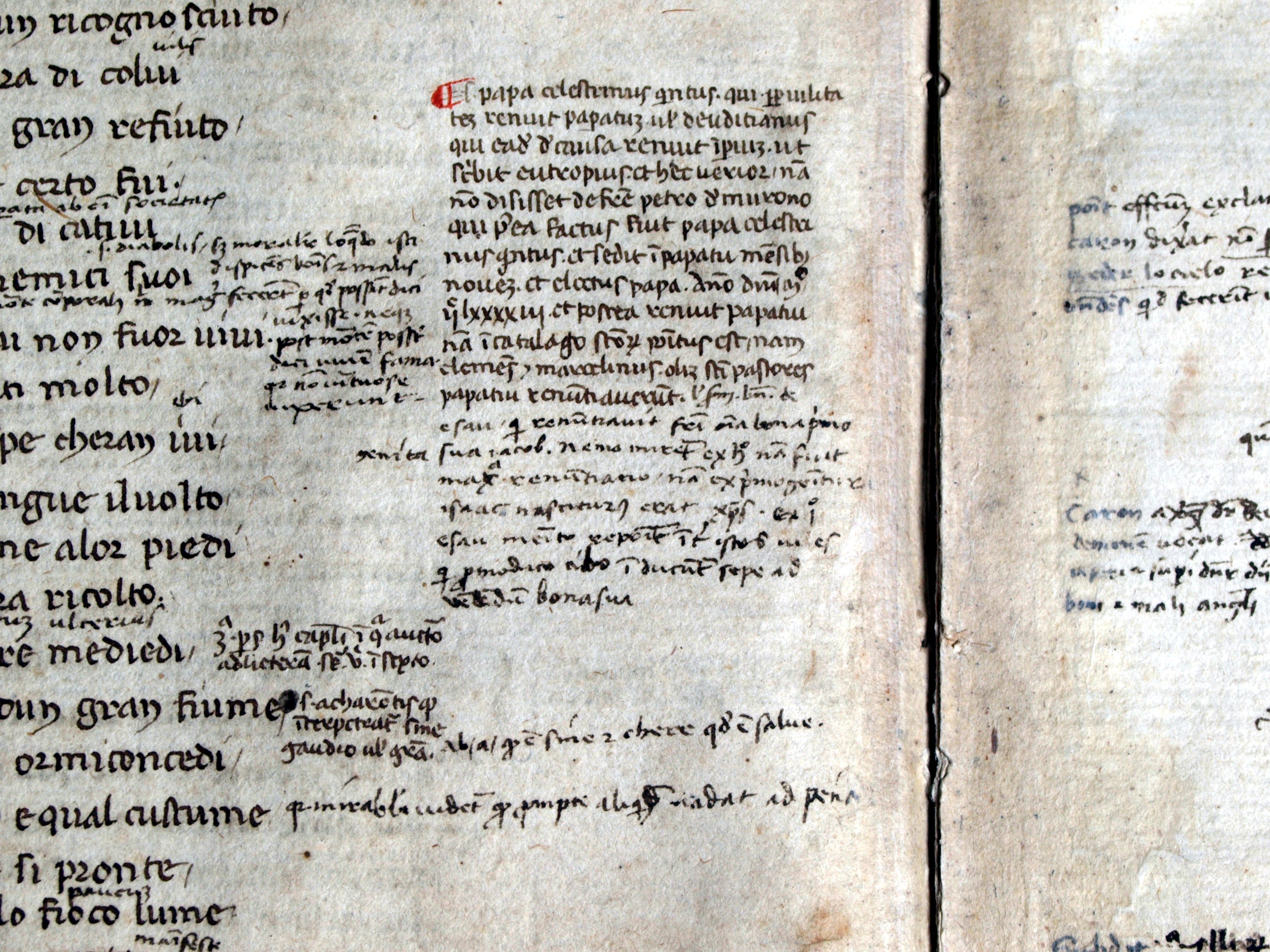
Nota a latere di Pietro Alighieri sulla prima copia della Divina Commedia conservata nella biblioteca di Montecassino. Nella nota si parla del papa Celestino V.

Per critica e filologia dantesca si intende da un lato la ricezione che la produzione poetica di Dante Alighieri ha avuto in Italia e nel resto del mondo nel corso dei secoli, subendo fasi alterne di apprezzamento e di aperta ostilità da parte dei critici e degli artisti italiani e stranieri (critica); dall'altra, invece, lo studio dell'eredità dantesca dal punto di vista filologico, ossia lo studio critico, storico e linguistico dei codici relativi all'opera dantesca. Già a partire dal XIV secolo, la Divina Commedia aveva avuto una vasta e favorevole ricezione da parte del pubblico, constatazione che si può ricavare dai vari codici conservati, tra i quali troviamo un autografo di Giovanni Boccaccio. Conosciuta e apprezzata nel corso del '400, la produzione dantesca cominciò quindi a diffondersi anche in Spagna, Francia, Inghilterra e Germania, conoscendo una popolarità che durerà fino agli anni '30 e '40 del '500, quando infine il letterato Pietro Bembo escluse Dante dai modelli d'imitazione letteraria. In seguito, con la Controriforma, Dante conobbe anche la censura ecclesiastica per via del trattato "filo-imperiale" De Monarchia, iscritto nell'Indice dei libri proibiti. Ignorato o addirittura disprezzato nel '700, Dante ritrovò il favore dei critici e del pubblico nella stagione romantica, per via della forte religiosità, delle immagini poetiche ricche di pathos sentimentale e, anche, del messaggio politico adottato dal Risorgimento. Il magistero critico-letterario poi del critico Francesco de Sanctis consacrò Dante quale modello d'altissima poesia e simbolo nazionale, dando così inizio ad una lunga stagione di critica letteraria e una progressiva diffusione dell'opera dantesca presso gli italiani, grazie ad iniziative commemorative e allo studio scolastico della Commedia. Contemporaneamente alla riscoperta di Dante da parte degli intellettuali italiani romantici, ci fu un rinnovato interesse per la sua figura e la sua poetica nei restanti Paesi europei e, a partire dal XX secolo, anche extraeuropei.

## Storia della critica e filologia dantesca

### Il XIV secolo

#### La mancanza dell'autografo dellaCommedia
A differenza di altre opere letterarie, del codice autografo di Dante non è giunta traccia, così come neanche di quelli degli scritti "minori": l'unico ad aver visionato la scrittura dell'Alighieri fu l'umanista e cancelliere Leonardo Bruni, come lui stesso racconta:
(Leonardo Bruni, Della vita, studi e costumi di Dante, 10)
Come si parla sotto, d'altro canto, c'è stata una proliferazione di codici nel corso del XIV secolo già all'indomani della morte dell'Alighieri, elemento che rende ancor più inspiegabile l'assenza del codice autografo dall'Alighieri. Ciò ha reso alquanto difficile la corretta lezione filologica del poema dantesco, realizzando così un affidabile codice archetipo. Nel corso del Secondo Novecento, Giorgio Petrocchi prima, Antonio Lanza e Federico Sanguineti poi, hanno curato l'edizione critica del poema su quei codici trecenteschi precedenti a quelli apografi del Boccaccio, anche se il campo d'indagine risulta ancora aperto.

#### La diffusione dellaCommedia: tra Firenze e l'Italia Settentrionale
Già all'indomani della sua morte, Dante fu celebrato quale grande poeta e filosofo: presso il pubblico, grazie a degli aneddoti raccontatici da Boccaccio nel suo Trattatello in laude di Dante e più tardi dal novelliere Franco Sacchetti, era già osannato per l'affresco umano e drammatico narrato nella cantica dell'Inferno, reso pubblico a Verona nel 1315: si sa per certo che la cantica sia stata resa pubblica intorno a quell'anno in quanto Francesco da Barberino dimostrava a quest'altezza cronologica già di conoscere il viaggio ultraterreno all'Inferno e della presenza di Virgilio come guida del poeta. Diffuso in fascicoli, il poema fu diffuso in codici in seguito alla morte di Dante a Ravenna, ma non ci sono testimonianze scritte del capolavoro dantesco nel corso degli anni '20. Si sa, però, grazie alla testimonianza del pievano di Santo Stefano di Firenze Forese Donati, che nel 1330-1331 a Firenze già circolavano diversi codici dell'opera dantesca e che nel corso degli anni '30 Firenze divenne un centro di produzione di notevole quantità. Tra il 1337 e il 1348 circa, a Firenze vengono trascritti centinaia di codici dell'opera dantesca grazie agli sforzi di Francesco di Ser Nardo da Barberino (Codice trivulziano) prima, e di Francesco da Barberino poi: tra questi codici riconosciamo i cosiddetti "Dante del Cento", ossia 70 codici realizzati da un unico scriptorium in scrittura mercantesca o cancelleresca.
A parte il caso di Firenze, bisogna ricordare come molti codici furono prodotti nell'Italia centro-settentrionale e che, rispetto alla tradizione fiorentina, questi debbano essere considerati di maggior attendevolezza perché legati ai vari centri in cui Dante visse durante gli ultimi anni dell'esilio. Di quest'area si fa riferimento, per esempio, al Manoscritto Landiano del 1336, riportante in totale l'intera Commedia e copiato dal ligure Antonio da Fermo per volontà del podestà di Genova Beccario de' Beccaria.

#### Primi commentatori e codici dellaCommedia
Primi cultori della memoria dantesca furono i suoi stessi figli Pietro e Jacopo (buona parte del commento di quest'ultimo è contenuto nel Codice Palatino 313, conservato presso la Biblioteca Nazionale di Firenze), autori di alcuni commentari finalizzati alla spiegazione del messaggio paterno, Jacopo della Lana, Graziolo de' Bambaglioli e Benvenuto da Imola. Significativi furono anche i commentatori pisani al testo della Commedia, quali Guido da Pisa e Francesco da Buti: il primo risalente già agli anni '30 e '40; il secondo, alla seconda metà del XIV secolo. Oltre a questi, ci sono giunte esegesi di commentatori anonimi, quali l'Ottimo fiorentino.

#### Petrarca e Boccaccio

##### Boccaccio divulgatore di Dante

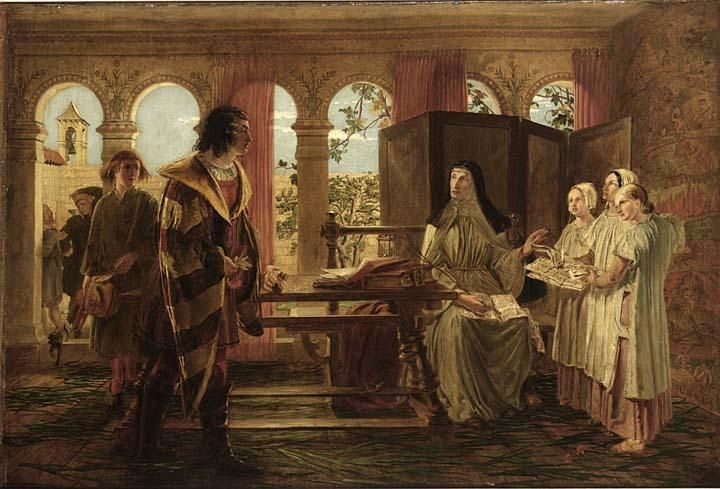
William Bell Scott, Boccaccio fa visita alla figlia di Dante, Olio su tela, anno sconosciuto.

Bisognerà però aspettare Giovanni Boccaccio prima che si arrivi alla diffusione propagandistica dell'opera e della figura umana di Dante. Considerato come esempio sommo di virtù e suo maestro stilistico fin dalla prima giovinezza, Dante fu esaltato da Boccaccio nel Trattatello in laude di Dante (rielaborato in più fasi negli anni '50 e '60), opera che segue il genere agiografico e anche enciclopedico (cioè mischia eventi miracolosi e anche notizie quali l'aspetto fisico, il carattere, il soggiorno bolognese e le prime esperienze con la lingua latina); e nelle Esposizioni sopra la Commedia, una serie di lecturae Dantis tenutesi tra il 1373 e il 1374 nella Badia Fiorentina. Boccaccio fu anche un raccoglitore delle memorie dantesche, visitando Forlì nel 1347/48 e incontrando personalmente la figlia Antonia/suor Beatrice a Ravenna, in una missione diplomatica del 1350. Di tutt'altro avviso fu invece Francesco Petrarca, che mostrò sempre un sentimento di insofferenza e incomprensione nei confronti dell'Alighieri: insofferenza perché popolare e amato, incomprensione per la distanza culturale tra i due uomini. Questo legame così teso, basato su una cordiale ostilità, è espresso appieno dalla Familiare XXI, 15 Archiviato il 4 marzo 2016 in Internet Archive. , in cui il poeta aretino risponde ad una missiva dell'amico Boccaccio sui rapporti tra lui e Dante. Petrarca afferma che egli non può provare odio per un uomo che conobbe fanciullo e disprezzo per la sua produzione volgare, campo ove anzi Dante eccelle sopra chiunque altro. D'altro canto, però, Petrarca riafferma la sua preferenza per la lingua latina, in quanto il volgare è più facilmente manomissibile da parte del pubblico e che, scrivendo in volgare, rischi di diventare un imitatore e nient'altro. Ciò nondimeno, l'influenza dantesca nella sua produzione poetica volgare (quindi in riferimento al Canzoniere e ai Trionfi, questi ultimi scritti in terzine dantesche) è significativa, tanto che ha spinto Marco Santagata a parlare di "Dante in Petrarca".

##### Boccaccio copista di Dante
Boccaccio ci ha lasciato quattro codici importanti contenenti sia la Commedia, le Rime e la Vita Nova: il Vaticano latino 3199, su cui si basa il Bembo per l'edizione aldina delle Rime dantesche; il Toledano, identificato tra il 1348 e il 1355; il R35 (Riccardiano), conservato presso la Biblioteca Riccardiana di Firenze e databile intorno al 1360: e infine il Chigiano L V 176, collocabile tra il 1363 e il 1366.

#### La Commedia sbarca in Inghilterra: Chaucer
I primi influssi danteschi nella produzione letteraria europea giunsero nella seconda metà del XIV secolo. Per quanto riguarda l'Inghilterra, il nome di Dante cominciò ad essere conosciuto allorché il letterato inglese Geoffrey Chaucer (1343-1400) compì un viaggio in Italia, entrando così in contatto con il mondo letterario nostrano. Nonostante il suo modello principale risultò il Decameron di Boccaccio, Chaucer rimase fortemente colpito dall'alta poesia dantesca, definendo il Sommo Poeta «The grete poete of Itaille– that highte Dant [ovvero Il grande poeta dell'Italia- l'eccelso Dante]». Nei suoi Racconti di Canterbury, il Chaucer mise in bocca ad uno dei suoi pellegrini il racconto di un tale De Hugelino comite de Pize, richiamo alla vicenda di Ugolino della Gherardesca ma trattata con toni differenti.

### Tra XV e XVII secolo

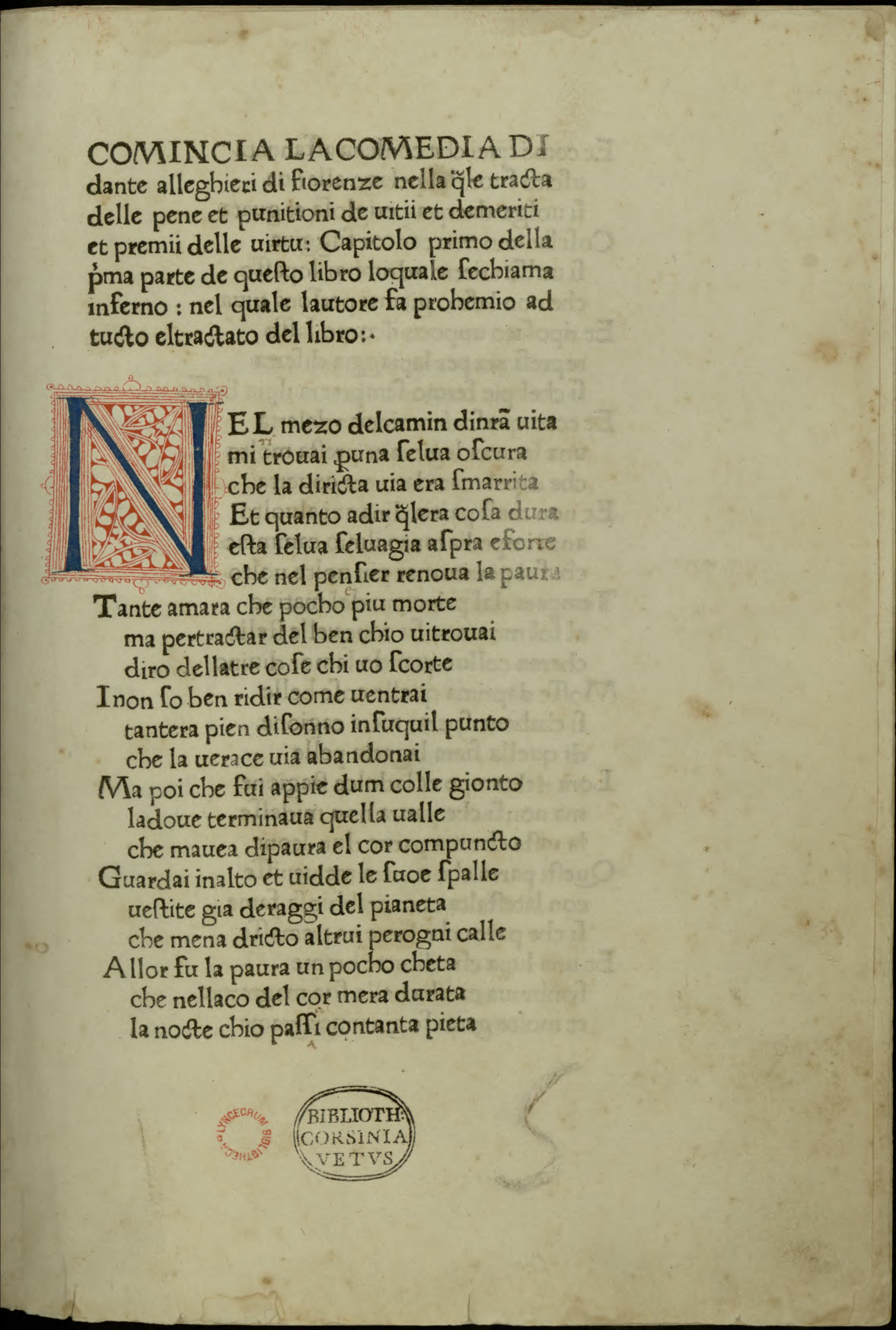
Frontespizio dell'editio princeps della Divina Commedia (Foligno 11 aprile 1472)

#### Dalla Firenze oligarchica a quella medicea (1375-1492)
Gli effetti della propaganda boccacciana presso il pubblico fiorentino ebbero un successo duraturo. In seguito alla pubblicazione del Trattatello, infatti, Firenze cominciò a riprovare affetto e stima nei confronti di quel concittadino da lei offeso col bando dell'esilio, tanto che affidò allo stesso Boccaccio, nel 1373, il compito di tenere pubbliche lezioni nella chiesa di Santo Stefano in Badia. Benché il Certaldese non fosse riuscito ad espletare esaustivamente questo suo compito (si fermò al commento del XVII canto dell'Inferno per problemi di salute), i giovani intellettuali fiorentini mostrarono, nonostante le loro nuove inclinazioni classicheggianti, un senso di profonda stima e devozione per l'Alighieri. Ne è prova la militanza dantesca del futuro cancelliere della Repubblica, l'aretino Leonardo Bruni, il quale difenderà la Commedia dantesca dagli attacchi di Niccolò Niccoli nei suoi Dialogi ad Petrum Paulum Histrum di inizio XV secolo, ed esalterà poi lo stesso Dante in una sua Vita di Dante e Petrarca del 1436, basata quest'ultima sul modello biografico lanciato dal Boccaccio. Anche Filippo Villani e Giannozzo Manetti scrissero delle vite dantesche, mentre Antonio d'Arezzo tra il 1428 e il 1432 tenne delle Lecturae Dantis nella Cattedrale di Santa Maria del Fiore.
Nella seconda metà del secolo, quando ormai la parabola dell'umanesimo prettamente "classicista" lasciava il posto a quello "volgare" di Lorenzo il Magnifico e Agnolo Poliziano, l'opera dantesca ritornò ad essere pienamente apprezzata all'unanimità degli intellettuali gravitanti intorno alla corte medicea. Lorenzo, il Poliziano e lo scrittore eroicomico Luigi Pulci, autore del Morgante, infatti, ne ricavarono un modello poetico del loro repertorio, specie per quanto riguardava quello comico-burlesco.

#### Dante e l'Italia rinascimentale

##### I codici e gli incunaboli

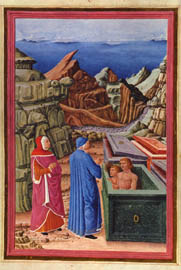
Guglielmo Giraldi e aiuti, Farinata e Cavalcanti, 1478 ca, Biblioteca Apostolica Vaticana, ms.Urb.It.365.

L'opera dantesca ebbe un notevole successo al di fuori dei confini toscani: la presenza dell'esiliato fiorentino nel Nord Italia, contribuì a diffondere la Commedia negli altri Stati italiani. A Milano, il culto di Dante era già abbastanza antico, e lo troviamo radicato già sotto Filippo Maria Visconti (1412-1447), che ne conservava una copia nella sua biblioteca pavese. Tra il 1442 e il 1450, il bibliofilo Alfonso d'Aragona, re di Napoli, commissionò ai due miniatori senesi Giovanni di Paolo e Lorenzo di Pietro detto il Vecchietta la realizzazione di un codice del Poema (oggi conservato alla British Library di Londra), considerato uno dei migliori oggi esistenti per ricchezza e raffinatezza dei particolari. Con l'introduzione dei caratteri mobili, la produzione aumentò vertiginosamente: l'11 aprile 1472, a Foligno, viene finita di stampare l'editio princeps della Divina Commedia grazie all'allievo di Gutenberg, Johannes Numeister. Nel medesimo anno, venivano pubblicati altri due incunaboli, uno a Mantova e l'altro a Jesi. Per importanza, seguì quello del 1481 a Firenze, annotato da Cristoforo Landino: era la prima edizione a stampa nella città natale del Poeta. A Milano, tre anni prima, era stata pubblicata un'edizione della Commedia (la Nidobeatina) curata da Martino Paolo Nibia detto il Nidobeato. 

##### L'iconografia: da Andrea del Castagno a Raffaello
Dante, inoltre, fu un vero e proprio oggetto di culto da parte dei pittori rinascimentali. Domenico di Michelino e Andrea del Castagno furono alcuni degli artisti "minori" che celebrarono Dante nei loro affreschi. Ben più importante, invece, fu il ruolo svolto dal pittore fiorentino Sandro Botticelli, chiamato a realizzare delle miniature che adornassero l'edizione fiorentina del 1481, che svolse quest'incarico contemporaneamente a quello di Guglielmo Giraldi, miniatore di corte di Federico da Montefeltro. Il Girardi, infatti, fu chiamato nel 1478 ad Urbino da Federico, il quale lo incaricò di allestire per lui un codice adornato di figure tratte dall'opera dantesca: per quanto il lavoro del Girardi si fermò al principio del Purgatorio, l'aver saputo cogliere la spiritualità dantesca spinse la critica a dare un giudizio estremamente favorevole all'opera di Girardi: «L'Inferno del Dante urbinate si colloca quindi, per forza di stile, tra i maggiori capolavori della miniatura rinascimentale italiana».
Il secondo Quattrocento non si limitò soltanto a produrre codici miniati su Dante. Raffaello l'immortalò sia nelle miniature realizzate per l'edizione della Commedia, che nelle Stanze Vaticane. Celebre anche il ritratto di Luca Signorelli ad Orvieto, facente parte del ciclo d'affreschi Storie degli ultimi giorni.

#### Pietro Bembo e la crisi dellaCommedia

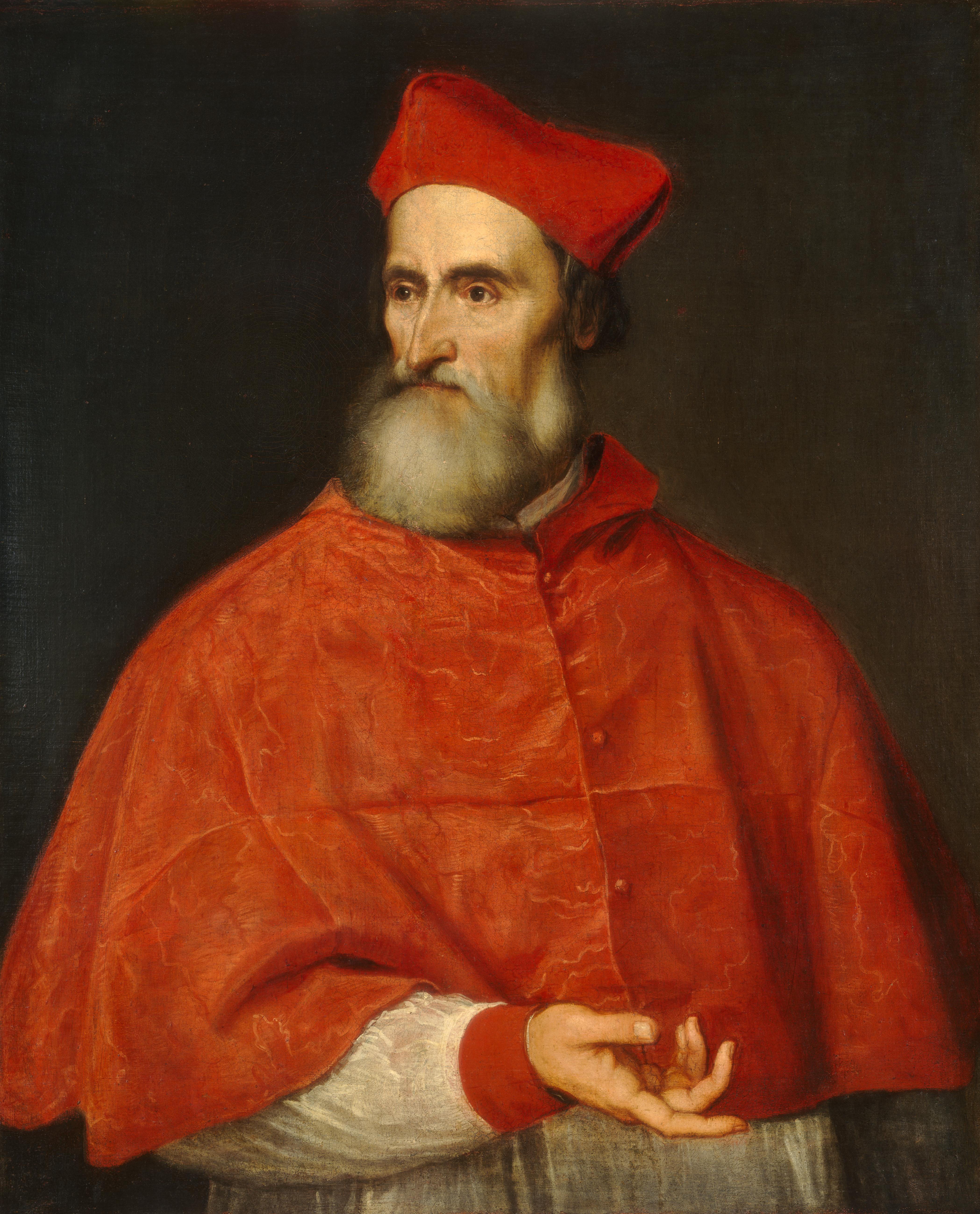
Tiziano, Ritratto del cardinale Pietro Bembo, olio su tela, 1540, National Gallery of Art, Washington.

Nonostante l'amore per Dante fosse testimoniato, in piena età rinascimentale, dal grande artista Michelangelo Buonarroti e dall'editore Aldo Manuzio (che nel 1502 pubblicò la celebre edizione aldina) la critica letteraria cominciò a dirigere la sua attenzione maggiormente verso il modello petrarchesco e boccacciano: ne sono prova le Prose della volgar lingua di Pietro Bembo (1525), in cui l'opera dantesca viene scartata quale modello imitativo a causa del suo plurilinguismo, difficile da imitare:
(Pietro Bembo, Prose della volgar lingua, II XX)
Da questo momento in poi, la parabola dantesca scemò progressivamente nel corso dei decenni: nonostante la forte presenza dantesca nell'Orlando furioso dell'Ariosto, nelle Rime del Tasso e l'interesse mostrato dal Galilei per il mondo della Commedia, «nel Seicento la fortuna di Dante raggiun[s]e il suo punto più basso: nel periodo dal 1596 al 1702 si ebbero solo tre edizioni della Commedia e nessun commento». Inoltre, bisogna ricordare come Dante, durante la Controriforma, subì una serie di censure per i toni anticlericali assunti all'interno delle sue opere, in special modo il De Monarchia, in cui si nega quella plenitudo potestatis cui il pontefice aspirava di assumere, scavalcando il ruolo dell'imperatore.

#### L'Europa
Nei primi secoli dell'età moderna, il culto dantesco raggiunse anche gli altri Paesi europei. Per tale processo di diffusione bisogna ricordare non soltanto la visita che letterati e intellettuali compirono in Italia, ma anche l'operato di italiani che si recarono all'estero, patrocinando la diffusione dell'opera dantesca. Infatti, la Commedia arrivò sulla scena internazionale grazie al frate francescano Giovanni Bertoldi da Serravalle il quale, su richiesta di alcuni padri conciliari riunitosi a Costanza tra il 1414 e il 1417, tradusse e commentò in latino la Commedia. Questo fatto permise una prima diffusione della conoscenza di Dante presso i prelati di Inghilterra, Germania e Francia.

##### La Francia

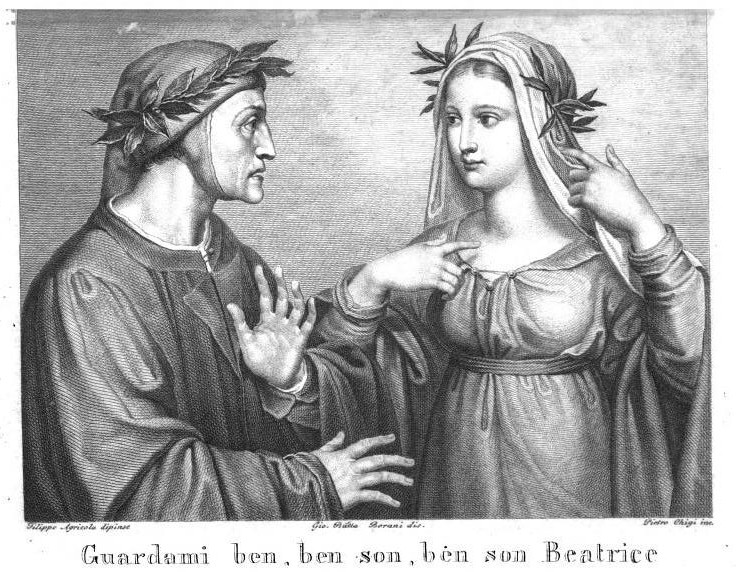
Dante e Beatrice, Purgatorio, Canto XXX, v. 73, incisione tratta da Giuseppe Pelli Bencivenni, Memorie per servire alla vita di Dante Alighieri ed alla storia della sua famiglia

La Francia, dopo aver avuto una conoscenza pressoché superficiale e limitata dell'Alighieri, cominciò a manifestare un più vivo e diffuso interesse a partire dalla prima campagna italiana di Carlo VIII. Nel corso del XVI secolo, infatti, l'amore che Margherita di Navarra e il fratello e sovrano Francesco I nutrirono per il poeta fu dovuto alla presenza di un codice della Commedia nella loro biblioteca paterna: entrambi provvidero a fornire le biblioteche reali di manoscritti danteschi. La città di Lione, centro frequentato da mercanti italiani (specialmente fiorentini), contribuì al radicamento dei versi danteschi in terra di Francia, favorendo la nascita della Scuola di Lione. Con la diffusione delle teorie bembiane, i letterati francesi della Pléiade (seconda metà del secolo) raffreddarono il loro interesse per il poeta; nonostante ciò, nel 1577 Jacopo Corbinelli pubblicò a Parigi la prima edizione del De vulgari Eloquentia, mentre nel 1596 fu tradotta in francese la Commedia ad opera di Balthasar Grangier. Nel corso del classicismo francese, che toccò il suo culmine sotto Luigi XIV, la cultura straniera fu messa da parte a favore di quella nazionale.

##### L'Inghilterra

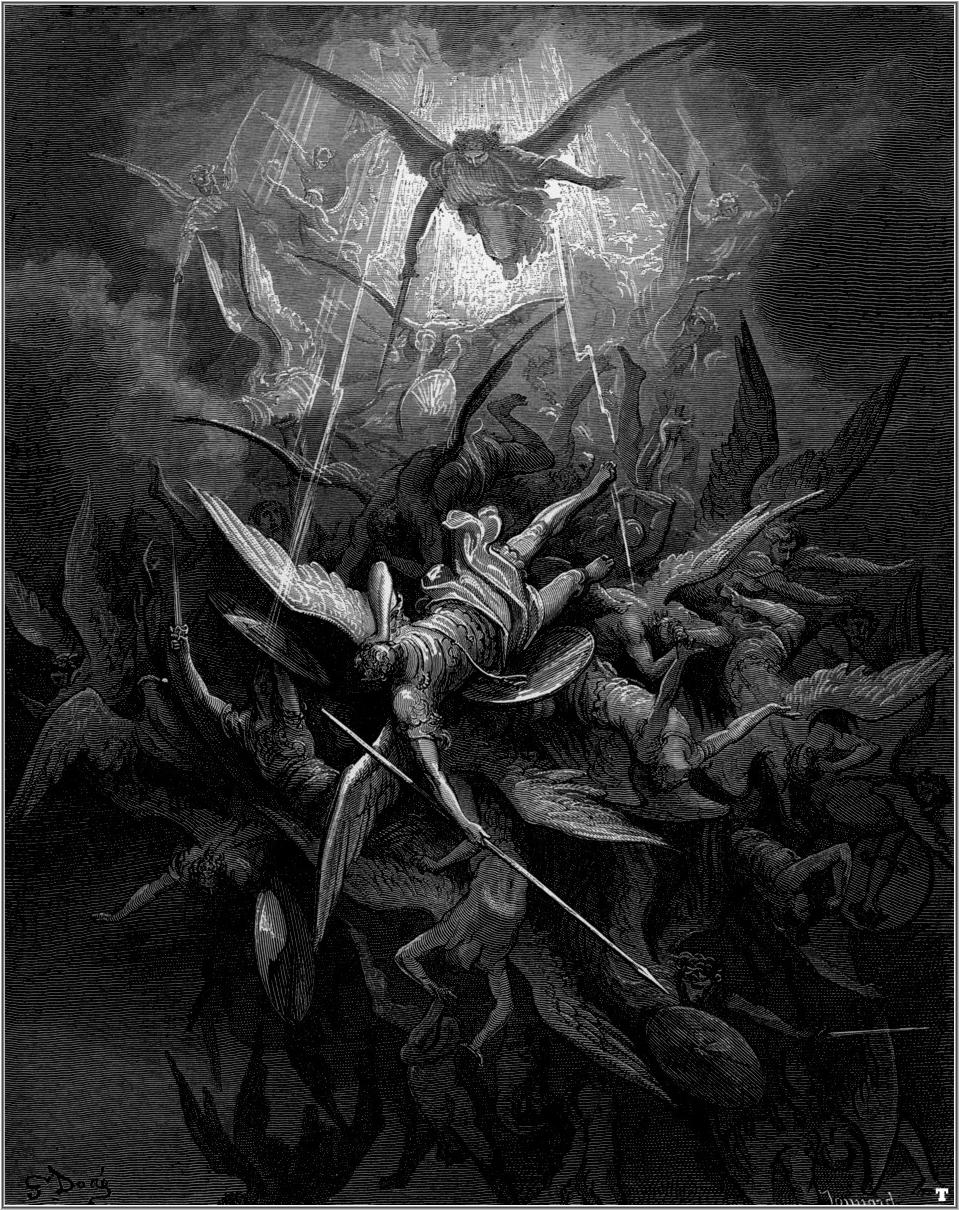
Gustave Doré, la caduta di Lucifero dal Paradiso. L'opera di Dante ebbe un ruolo capitale nello sviluppo dell'economia narrativa ed iconografica di John Milton.

Dopo Chaucer, la memoria dantesca cadde nell'oblio, favorita in ciò anche a causa della guerra dei cent'anni prima e delle due rose poi che minavano la stabilità politica inglese: solo in John Lydgate abbiamo dei ricordi danteschi. Neanche nel primo rinascimento inglese ci sono significative riscoperte dantesche. Bisognerà aspettare l'età elisabettiana prima di vedere una parziale traduzione di passi danteschi in inglese ad opera di William Barker nel The Fearful Fansies of the Florentine Couper, ma l'indifferenza mostrata da Marlowe e Shakespeare sono prova ancora di una generale apatia del mondo intellettuale britannico. La situazione cambiò radicalmente nel XVII secolo con il principale poeta inglese di quel secolo, John Milton che, in seguito ad un viaggio compiuto a Firenze tra il 1638 e il 1639, si ispirò alle immagini ultraterrene dell'Inferno per il suo Paradise Lost.

##### Spagna
In Spagna, il Cancionero de Baena e Fernán Pérez de Guzmán (1377/79-1460) rappresentano i due principali esponenti del filone del dantismo in quella terra. La prima edizione della Commedia in prosa castigliana avverrà sotto la mano di Enrique de Aragón e risulterà fondamentale in quanto sarà l'unica versione disponibile in tale idioma fino al XIX secolo. Sorprendente è invece l'edizione catalana in terzine dantesche ad opera di Andreu Febrer (1429), in quanto è tra le prime (se non la prima) traduzione al di fuori dei confini italiani. Per assistere alla massima fioritura del dantismo in Spagna bisognerà aspettare gli anni a cavallo tra il '400 e il '500, grazie ai poeti Diego Guillén de Ávila (? -?), Juan de Mena (1411-1456), Pedro Fernández de Villegas (1453-1536) e Juan de Padilla (1468-1522?), ma il connubio tra il giudizio espresso da Bembo e l'influenza dell'Inquisizione favorì il progressivo disinteresse verso Dante, sentimento che perdurerà fino al romanticismo.

##### Germania
Diverso percorso fu quello tedesco. Il Liber Chronicarum di Hartmann Schedel (1440-1514) fu il primo libro a dare informazioni precise sulla vita e l'opera di Dante, e lo Schedel fu il primo ad avere (insieme all'umanista e patrizio di Norimberga, Willibald Pirckheimer) un codice italiano della Commedia. Se negli altri Paesi, a causa dei motivi prima esposti, l'interesse per Dante scemò progressivamente, in Germania il filone antipapista e anticlericale di alcuni suoi passi ne favorì invece un'enorme diffusione. La Riforma, infatti, si innamorò del Dante del De Monarchia, grazie alla propaganda dell'umanista italiano (convertito presto al luteranesimo) Mattia Flacio Illirico. Nel corso del secolo successivo, la Germania luterana riscopre il Dante della Commedia, quando cominciarono a circolarne le prime traduzioni in tedesco.

### Dall'Illuminismo al Romanticismo

#### Dante e il Secolo dei Lumi

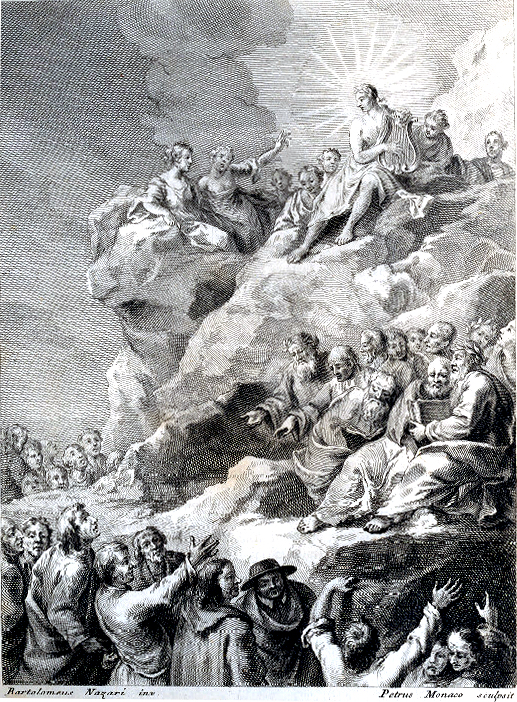
Saverio Bettinelli, Illustrazione della copertina delle Dieci lettere di Publio Virgilio Marone. Scritte dagli Elisj all'Arcadia di Roma sopra gli abusi nella poesia italiana, Modesto Fenzo, Venezia 1758.

Dante non conobbe una buona accoglienza durante l'Illuminismo, sia in Italia che in Europa. In Italia, per esempio, si ebbero le Lettere Virgiliane di Saverio Bettinelli (1757), considerato un «vero e proprio pamphlet contro la Commedia» dove il gesuita affermò sprezzante: «Sia posto tra i libri di erudizione, e della Commedia si lascino solo taluni pezzi che, raccolti e, come meglio si può, ordinati, formino non più di cinque canti». Lo stesso atteggiamento fu tenuto dal gesuita Pompeo Venturi il quale, in un'edizione della Commedia del 1749, rimproverò Dante per il suo atteggiamento ostile nei confronti del papato e del potere temporale. Ci furono, però, anche voci contrarie: Giambattista Vico, per esempio, continuò a glorificare la memoria dantesca, e così fece anche il frate francescano Baldassarre Lombardi, che curò un'importante edizione del poema dantesco nel 1791. Lo stesso discorso vale anche per il veronese Giovanni Jacopo Dionisi, anche lui curatore della Commedia nel 1795 e celebre per la sua querelle a distanza col Lombardi sull'interpretazione allegorica dantesca.
Se la Spagna rimase sulle posizioni antidantesche del Seicento e l'Inghilterra non assorbì ancora la passione che scosse la poetica di Milton, la temperie culturale razionalista e illuminista rifiutava il Dio medievaleggiante, emblema dell'oscurantismo religioso di quell'epoca. Il più fiero critico di Dante fu, non a caso, il filosofo francese Voltaire che, nella sua Suite des mélanges, scrisse:
(Voltaire, Suite des mélanges, p. 201)

#### Il Romanticismo

##### In Italia

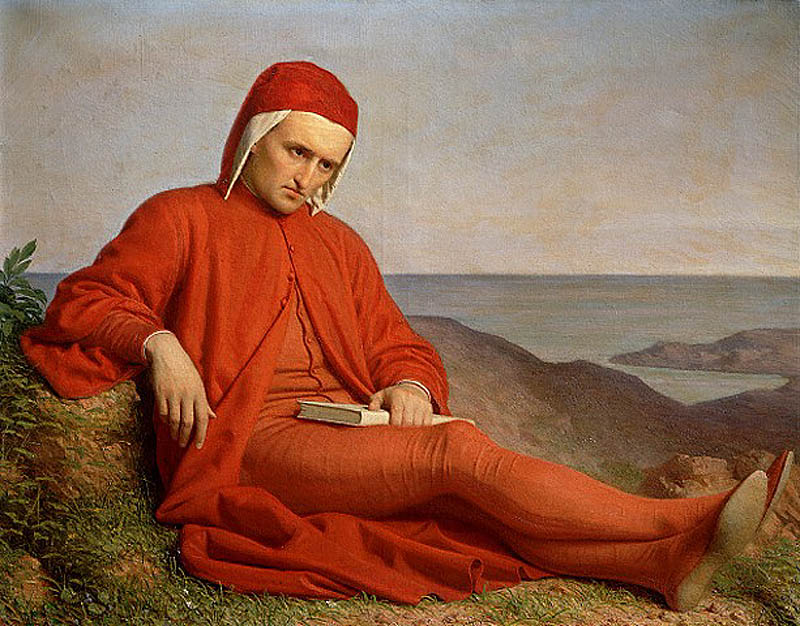
Domenico Peterlin, Dante in esilio, olio su tela, 1860-65, Musei Civici (Vicenza)

A partire dallo Sturm und Drang e dalla ricezione delle prime istanze romantiche in Italia, il culto di Dante si ravvivò: la passionalità, gli episodi drammatici dell'Inferno e il pathos scaturito dalle Rime e dalla Vita Nova, decretarono Dante quale poeta per eccellenza della nuova letteratura romantica. Già Vittorio Alfieri e Ugo Foscolo, con la loro letteratura impregnata di sapore fortemente biografico, esaltarono l'esule nei loro versi: il primo ne apprezzò la poetica, basata sull'«altamente pensare e di robustissimamente scrivere»; il secondo, oltre al celebre epiteto tratto dai Dei sepolcri, paragonò Dante «a un gran lago circondato di burroni e di selve sotto un cielo oscurissimo, sul quale si poteva andare a vela in burrasca» e lo celebrò quale «padre degli esuli». Gli stessi scrittori più vicini alla temperie neoclassica, quali Giuseppe Parini e Vincenzo Monti, ne celebrarono la memoria in quanto esempio di virtù civica e di poesia altissima. Fu, però, dopo il 1815 e la Restaurazione, che Dante assurse a simbolo stesso dell'italianità in lotta contro l'oppressore austriaco. Oltre ai connotati propri del romanticismo, dunque, Dante divenne simbolo del Risorgimento ed immagine artistica in ogni campo: dalla musica (Gaetano Donizetti si ispirò a Pia de' Tolomei e al Conte Ugolino per le sue opere, mentre Saverio Mercadante alla tragica vicenda di Francesca da Rimini) all'arte visiva con Francesco Hayez, fino alla letteratura. In quest'ultimo ramo, esplicative di tale amore per Dante furono la canzone di Giacomo Leopardi Sopra il monumento di Dante che si preparava a Firenze, il commento sulla Commedia di Niccolò Tommaseo e la tragedia di Silvio Pellico Francesca da Rimini.

##### Francia
La corrente romantica portò la poesia dantesca ad essere apprezzata e amata in ogni parte dell'Europa che, fino ad allora, l'aveva guardato con diffidenza. In Francia, a partire dagli anni dopo la Restaurazione, gli esuli politici italiani contribuirono a tenere lezioni su Dante, contribuendo alla diffusione delle terzine dantesche e favorendo così la loro traduzione in versi. Di queste, la più importante fu senza dubbio quella operata da Antoine Deschamps nel 1827. Centrali furono poi le lezioni, tenute entrambe alla Sorbona, da Abel-François Villemain e da Claude Fauriel. Il clima romantico francese proseguirà anche nella seconda metà del secolo, grazie alle celebri incisioni di Gustave Doré, a La barca di Dante di Eugène Delacroix e a nuove traduzioni, nonostante si facessero presenti voci più critiche della poetica dantesca, quali quelle del Sainte-Beuve.

##### La Gran Bretagna

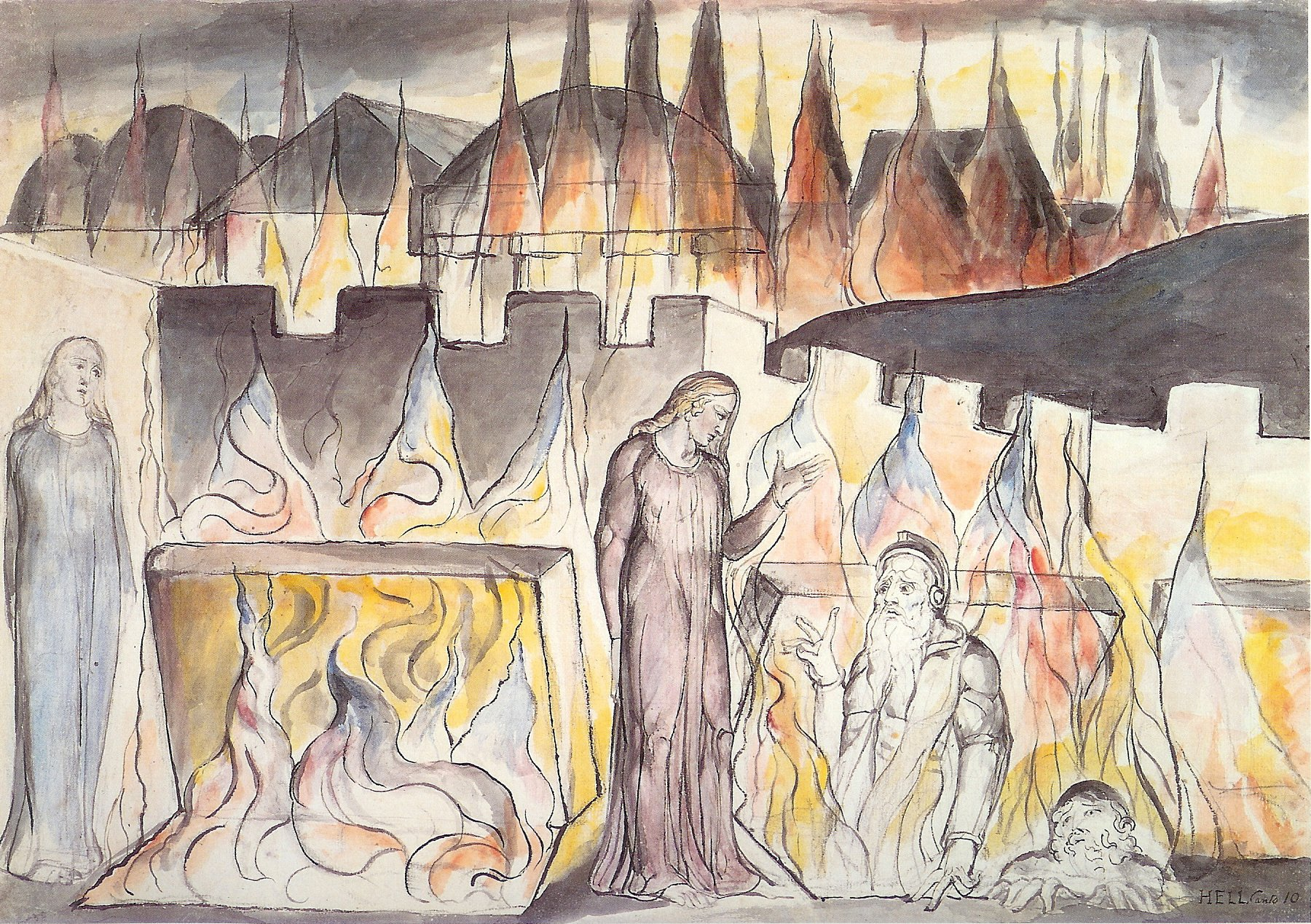
William Blake, Dante in Inferno X conversa con Farinata, dipinto, 1824-27, British Museum, Londra.

Anche in Inghilterra Dante fu oggetto di una grande riscoperta da parte dei letterati inglesi. In primo luogo, fondamentale è il ruolo svolto nella fase pre-romantica da William Blake nel recuperare la dimensione onirica e profetica di Dante nei dipinti sulla Commedia, e dalla traduzione dell'Inferno ad opera di Henry Boyd, nel 1785 da Henry Francis Cary, che tradusse la Commedia tra il 1797 e il 1812. I romantici veri e propri testimoniarono il loro amore per Dante in maniera incondizionata: Coleridge, Wordsworth, Byron e Shelley imitarono il poeta soprattutto nella lirica amorosa, riconoscendone uno spirito affascinante e misterioso al contempo. La propaganda romantica influenzò, seppur in forma meno preponderante, la cultura dell'Età Vittoriana: i cicli pittorici dei Preraffaelliti e l'Ulysses di Alfred Tennyson sono debitori della figura di Dante.

##### Gli altri Paesi
La Spagna "riscoprì" Dante dal 1823, quando la rivista romantica «El Europeo» ne diffuse la poetica presso gli intellettuali spagnoli, sancendone il definitivo apprezzamento da parte della critica ispanica: Manuel Milá y Fontanals (1818-1884), nel 1856, si dedicò all'indagine della natura poetica del fiorentino, mentre José Amador de los Ríos (1818-1878) e Marcelino Menéndez Pelayo (1856-1912) indagarono i debiti danteschi della letteratura castigliana. Nel corso della seconda metà dell'800, si segnalano Gustavo Adolfo Bécquer e Gaspar Núñez de Arce (1834-1903) quali maturi imitatori delle terzine, e le traduzioni in prosa della Commedia di Manuel Aranda y Sanjuán (1868), ed in versi del Conde de Cheste (1879).
La Germania, anch'essa interessata fino al '700 inoltrato ad una conoscenza frammentaria e critica di Dante, fu profondamente attratta dalla mistica dell'Alighieri. Grazie ad August Wilhelm von Schlegel e alla sua pubblicazione dell'articolo «Akademie der schönen Redekünste» nel 1791, la Commedia divenne il prototipo della poesia per eccellenza, spingendone la traduzione ad opera di Karl Ludwig Kannegiesser e di Adolf Friedrich Karl Streckfuss ed influenzando così anche la filosofia idealista di Schelling e di Hegel. Importantissimi furono gli studi storico-filologici compiuti da Karl Witte, la cui figura dominò gli studi danteschi fino al 1883, anno della sua morte.

### La critica letteraria italiana tra '800 e '900

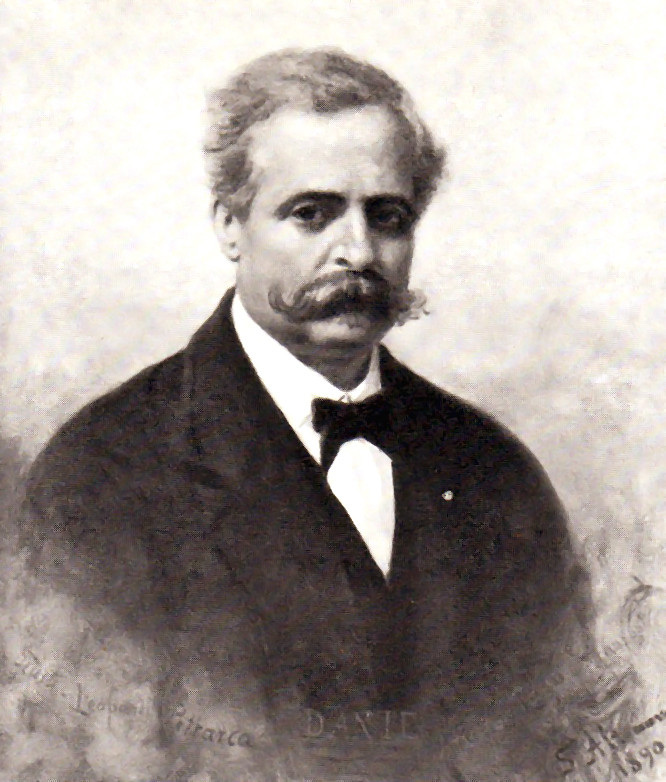
Ritratto di Francesco De Sanctis, opera di Saverio Altamura, 1890 (Napoli, Museo Nazionale di San Martino)

Nel secondo Ottocento, la nascita della storiografia letteraria con Francesco de Sanctis diede sfogo alla vena interpretativa degli intellettuali italiani lui contemporanei: Giosuè Carducci, Giovanni Pascoli e i membri della Scuola storica scrissero numerosi articoli sul poeta.

#### De Sanctis
Per il padre della storiografia letteraria italiana, il napoletano Francesco De Sanctis, la Commedia è intesa come un microcosmo: il viaggio nell'Oltretomba per Dante è espressione di vita concreta e reale, finalizzata alla redenzione finale dell'umanità. De Sanctis, comunque, osserva che l'impalcatura allegorica della Commedia ha delle crepe: l'allegoria, infatti, rischia di tradire sia il figurato che il figurante, in quanto non riesce a trovare una sua connotazione fissa. Se questa figura retorica riesce a mantenersi in piedi nei personaggi della classicità, portatori di un determinato valore morale (come Virgilio, allegoria della ragione), in Beatrice (allegoria della teologia) la figura umana torna a farsi sentire, occultando il valore teologico di cui si fa portavoce. De Sanctis, riassumendo, non apprezza le digressioni filosofico-teologiche e l'allegoria dominante, ma riconosce il picco più alto dell'espressione artistica e fantasiosa che mai la letteratura abbia prodotto. Pertanto, la Commedia, non è un tempio greco, in cui l'arte si manifesta liberamente senza impedimenti, ma un tempio gotico, in quanto gli elementi ante citati non si profondono in un'opera semplice e puramente artistica.

#### Pascoli
La critica pascoliana su Dante si concentra nei saggi Minerva Oscura (1898), Sotto il velame (1900) e La mirabile visione (1902). In queste tre esposizioni critiche, che non trovarono una accoglienza entusiasta da parte della commissione esaminatrice (in particolar modo dello stesso maestro di Pascoli, Carducci, presidente di tale consesso), Pascoli parte alla ricerca del simbolismo numerale su cui si regge l'intero impianto strutturale della Commedia, imperniato sul numero sette, e sul valore allegorico che, appunto, la rende "oscura". Ruolo importantissimo per lo sviluppo narrativo dell'opera e per la redenzione dantesca viene svolto da Matelda, in quanto simbolo dell'arte: passando dallo stato di ferinità in cui versa l'uomo (l'Inferno), Dante, aiutato da Virgilio (la Ragione), ritorna alla purezza originaria dell'arte per ascendere alle glorie celesti, con l'ausilio di Beatrice.

### Dante nel Novecento italiano

#### L'influenza nella letteratura

Francesco Mazzoni e Gianfranco Contini, 1965, Firenze, Pian dei Giullari, conservato presso l'«Archivio privato Francesco e Stefano Mazzoni». Gianfranco Contini fu uno dei più celebri filologi italiani del XX secolo, iniziatore della "critica delle varianti". Francesco Mazzoni, anche lui filologo, collaborò alla realizzazione dell'Enciclopedia Dantesca.

L'interesse per Dante non scemò neanche nel corso del XX secolo. Dopo le interpretazioni Clemente Rebora e di Giuseppe Ungaretti, dal Montale del Le occasioni, in cui c'è la frequente ripresa di termini e formule del Dante lirico e del Dante della Commedia, specialmente per quanto riguarda la comparsa improvvisata della donna amata. Contemporaneo di Montale fu il poeta ermetico Mario Luzi, che ha utilizzato più volte temi danteschi e in particolare "purgatoriali", come ad esempio nella lirica La notte lava la mente. Nel secondo Novecento, tra i più significativi imitatori danteschi troviamo, in primo luogo, Primo Levi di Se questo è un uomo, si trovano numerosi riferimenti alla discesa dantesca agli Inferi: uno dei capitoli (l'undicesimo, intitolato Il canto di Ulisse) è inoltre strutturato come una ripresa del viaggio di Ulisse nel canto XXVI dell'Inferno, che Levi ripete a memoria mentre è ai lavori forzati, con il fine di risparmiare il suo essere creatura umana dall'abbrutimento del lager nazista. Dopo Levi, il Pier Paolo Pasolini de La Divina Mimesis è chiaramente ispirato dalla Commedia dantesca. Recentemente, la figura di Dante ha ispirato diversi autori che ne hanno fatto il protagonista dei loro romanzi, quali Giulio Leoni e Francesco Fioretti.

#### La filologia dantesca moderna: Barbi, Contini e Bosco
Per quanto riguarda la critica letteraria e filologia post crociana, furono innumerevoli i filologi e critici letterari ad occuparsi di Dante. Già nel 1888 fu fondata la Società dantesca a Firenze, grazie alle iniziative di Carducci, Rajna, Mazzoni, Villari e di molti altri accademici italiani, con l'intenzione di mantenere vivo il culto dantesco. Le celebrazioni del seicentenario della morte (1921) spinsero uno dei più importanti filologi danteschi, Michele Barbi (curatore di un'edizione fondamentale della Vita Nova), a fondare la rivista «Studi danteschi». Nel corso del Secondo Novecento, il fondatore della critica delle varianti, Gianfranco Contini, si impose come il massimo esponente della filologia dantesca nazionale in quanto curatore delle Rime e coniatore di nuovi concetti letterari quali la divisione tra Dante "personaggio" e Dante "narratore", o il concetto di "sperimentalismo dantesco". Oltre al magistero di Contini, si ricordano quelli di Natalino Sapegno, Umberto Bosco, Francesco Mazzoni, Giorgio Petrocchi, Maria Corti, Franca Brambilla Ageno e, più recentemente, Claudia Di Fonzo, Diego Quaglioni, Marco Santagata.

### Dante e la cultura mondiale del XX e XXI secolo

#### Letteratura mondiale

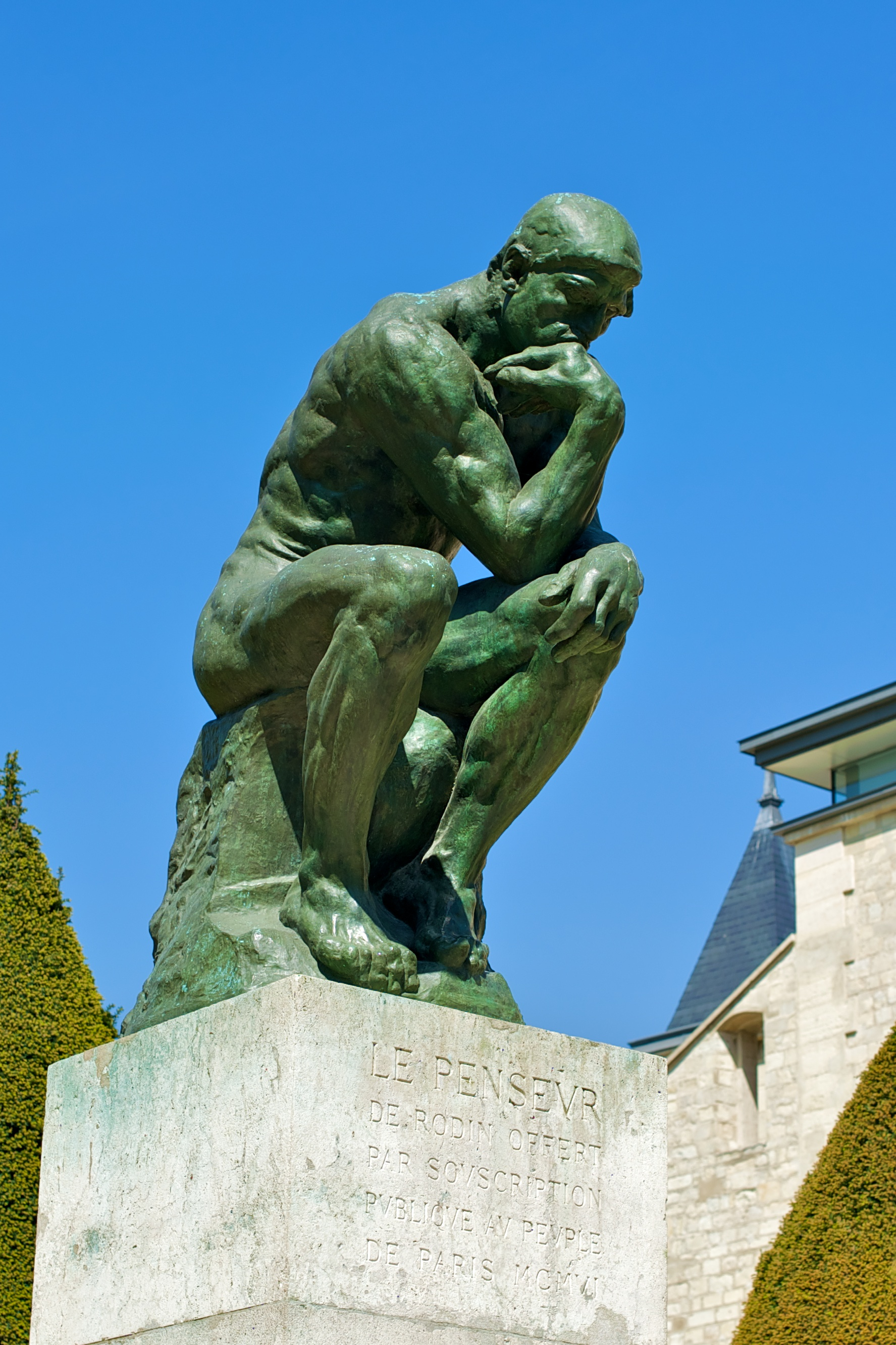
Auguste Rodin, Il pensatore. Il celebre scultore francese si ispirò alla Commedia, e più precisamente a Dante davanti alla porta dell'Inferno.

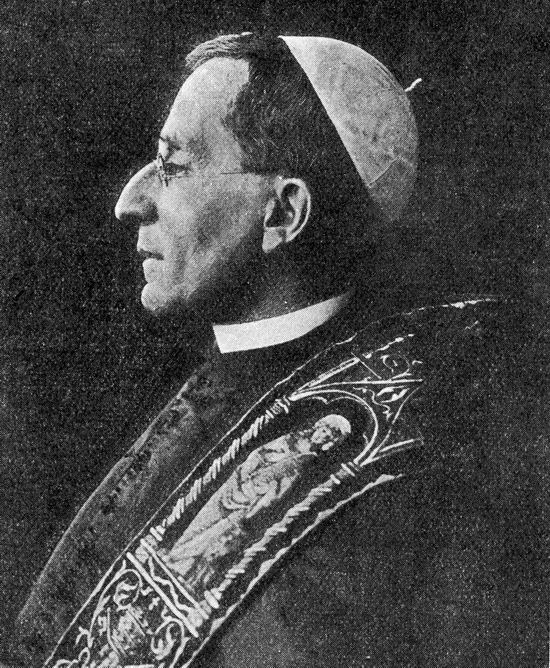
Benedetto XV (1914-1922), al secolo Giacomo Della Chiesa, dedicò a Dante la prima enciclica di un pontefice romano.

Nel corso del XX secolo, l'attrazione per Dante non scemò presso gli artisti dei Paesi europei ed extraeuropei. Negli Stati Uniti, il poeta Thomas Stearns Eliot trae ispirazione da Dante e al v. 63 del poema La terra desolata traduce letteralmente i versi 56-57 del canto terzo dell'Inferno: «i' non averei creduto / che morte tanta n'avesse disfatta». Il passo descrive una mattina londinese nella quale la folla delle persone che vanno al lavoro è associata all'immagine dantesca degli ignavi. Sempre in The waste land, in What the thunder said cita esplicitamente il v. 148 del canto XXVI del Purgatorio: «Poi s'ascose nel fuoco che gli affina». Inoltre riporta i vs 61-66 del XXVII canto dell'Inferno ad introduzione della poesia The Love Song of J. Alfred Prufrock. Celebre inoltre, nei Quattro quartetti, il rimando alla vasta landa che fa da sfondo all'incontro con Brunetto Latini nel canto XV, ma già introdotta nel canto precedente. Altri due statunitensi, Ezra Pound ed Henry Miller, furono influenzati da Dante. Il primo fu un profondo conoscitore della poesia dantesca, che riprese in alcuni passaggi della sua opera principale, The Cantos. Il secondo, invece, cita sovente Dante nei suoi libri Tropico del Cancro e Tropico del Capricorno. Nel racconto L'omnibus celeste lo scrittore inglese Edward Morgan Forster introduce un misterioso personaggio «giallastro, dalla mascella poderosa e dagli occhi infossati», che «si chiama Dan eccetera» che guida una strana vettura a cavalli, dentro la quale si trova la scritta «"Lasciate ogni baldanza voi ch'entrate"; al che il signor Bons borbottò un: satire intellettualoidi o che so io; e che baldanza era locuzione sbagliata, per speranza.» Alla fine di un percorso in mondi abitati dai grandi personaggi del mito e della poesia, il ragazzo che compie il viaggio «avvertì sulla fronte un fresco contatto di foglie. Qualcuno lo aveva cinto di una corona». In Russia, il poeta Osip Ėmil'evič Mandel'štam (1891-1938) intravide in Dante un inno alla libertà davanti alla violenza del totalitarismo stalinista. Infine, il poeta argentino Jorge Luis Borges ammirò la Commedia di Dante fino a dire che è la migliore opera letteraria di tutti i tempi, l'apice delle letterature. Ha scritto Nove saggi danteschi e ha tenuto molte conferenze sul "sacro poema". Nella sua opera a volte traduce dei brani della Commedia che inserisce nelle sue poesie come nel Poema conjetural che riprende l'episodio di Bonconte in Purgatorio, V. Recentemente, Dante è ritornato alla ribalta negli Stati Uniti grazie a Dan Brown che, per il suo romanzo Inferno (2013), si è ispirato all'Inferno dantesco per la struttura e la topografia del regno subtellurico.

#### Auerbach e Singleton
Dal punto di vista strettamente critico, invece, il XX secolo ha prodotto due esegeti d'eccezione nel campo degli studi danteschi: il tedesco Erich Auerbach e l'americano Charles Singleton. Il primo, autore dell'importante saggio critico Mimesis, concentra sul valore dell'allegoria: criticata da De Sanctis, per Auerbach è invece la colonna portante della Commedia, in quanto l'allegoria realizza perfettamente l'essenza complementare delle figure dei personaggi (esempio: il Virgilio storico realizza la sua vera essenza nell'Aldilà cristiano). Charles Singleton, invece, basandosi sull'Epistola XIII, ritiene che Dante abbia utilizzato la cosiddetta "allegoria dei teologi", ove «il senso spirituale non annulla il senso letterale, ma ne lascia intatta la realtà storica, giustapponendosi ad essa».

### Dante e i papi: da Benedetto XV a Francesco
Alla figura di Dante, i pontefici del XX secolo dedicarono varie encicliche o pensieri. Per esempio papa Benedetto XV dedicò l'enciclica In Praeclara Summorum, firmata il 30 aprile 1921, nel sesto centenario della morte, mentre papa Paolo VI dedicò al poeta la lettera apostolica data in forma di motu proprio Altissimi cantus il 7 dicembre 1965, in occasione del settimo centenario della nascita, nella quale proferì che «nostro è Dante! Nostro, vogliamo dire, della fede cattolica», ribadendo la "cattolicità" del Sommo Poeta. Papa Giovanni Paolo II ricordò Dante nella sua enciclica Redemptoris Mater, mentre Benedetto XVI nell'Angelus dell'8 dicembre del 2006, rievocando la preghiera di san Bernardo alla Vergine. Nel 2015, inoltre, papa Francesco ha guardato a Dante come guida «per attraversare le tante selve oscure ancora disseminate nella nostra terra». Nel 2021 lo stesso Francesco ha dedicato a Dante la lettera apostolica Candor Lucis aeternae nel settimo centenario della morte.